# Benvenida Abrabanel
Benvenida Abrabanel, född 1473, död 1560, var en sefardisk-italiensk bankir. Hon är känd för sin verksamhet som filantrop och sitt beskydd av bland andra mystikern David Reubeni. Hon finns rikligt omnämnd i samtida källor.